# Universidad Noruega de Ciencia y Tecnología
La Universidad Noruega de Ciencia y Tecnología, conocida por su acrónimo noruego NTNU (de Norges teknisk-naturvitenskapelige universitet) se encuentra en Trondheim. Siendo la segunda mayor de las siete universidades de Noruega, es el referente nacional en la educación superior en el campo de la tecnología. 
Aparte de las ingenierías y de las ciencias naturales y físicas, la universidad ofrece títulos avanzados de otras disciplinas académicas como ciencias sociales, artes, medicina o arquitectura.

## Historia
Fue fundada en 1996 a partir de la fusión del Instituto Noruego de Tecnología (NTH) (1910), el Colegio Noruego de Ciencias Generales (AVH), el Museo de Historia Natural y Arqueología (VM), la Facultad de Medicina (DMF), y el Conservatorio de Música de Trondheim (MiT). Antes de la fusión de 1996, NTH, AVH, DMF y VM formaron juntos la Universidad de Trondheim (UNiT) una organización mucho más efímera.
Consta de siete facultades distribuidas en distintos campus a lo largo de Trondheim y de un total de 53 departamentos. Tiene aproximadamente 20 000 estudiantes y alrededor de 4300 trabajadores, de los cuales 2500 se dedican a docencia e investigación. La NTNU tiene más de 100 laboratorios y desarrolla simultáneamente unos 2000 proyectos de investigación. También acoge estudiantes de todo el mundo, coopera con numerosas universidades extranjeras y toma parte en multitud de programas de intercambio internacional. Se imparten 36 programas de máster en inglés.
La universidad coopera estrechamente con el SINTEF, una de las instituciones de investigación independiente más grande de Europa, y con el Hospital universitario de San Olaf.

## Campus
La NTNU tiene varios campus en Trondheim, Gløshaugen para las ingenierías y las ciencias, y Dragvoll para humanidades y ciencias sociales son los 2 más importantes. Pero además, están el de Tyholt para la tecnología marina, Øya para medicina, Kalvskinnet para arqueología, Midtbyen para el conservatorio de música y Nedre Elvehavn para la academia de arte.

## Organizaciones estudiantiles

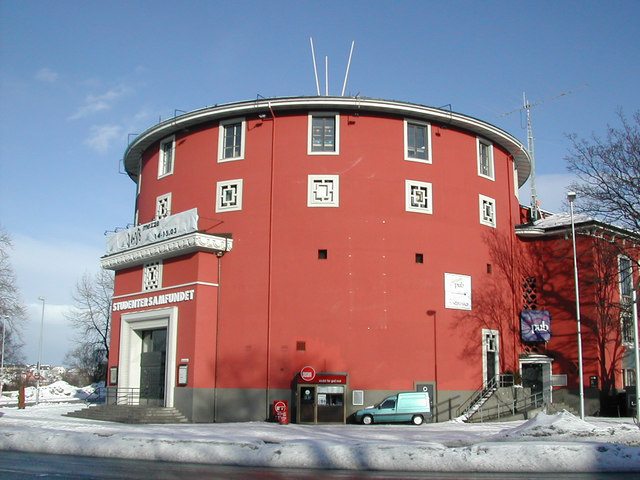
El edificio de la Studentersamfundet i Trondhjem.

Trondheim tiene una población estudiantil muy grande que marca la vida de la ciudad.
La más conocida entre las organizaciones de estudiantes en Trondheim es la Studentersamfundet i Trondhjem también conocida bajo el apodo de «casa roja y redonda» por el edificio que alberga sus oficinas. La sociedad de estudiantes organiza cada dos años, el festival cultural más grande en Noruega, Uka, y el Festival Internacional de Estudiantes en Trondheim, ISFiT, ambos bajo la responsabilidad de los estudiantes. La organización también tiene una casa de campo para los estudiantes (Studenterhytta) fuera de la ciudad cerca de la colina de Gråkallen, y muchas pequeñas casas de campo (hytter) disponibles para los estudiantes que deseen pasar unos días en contacto con la naturaleza.

### Deportes
El club deportivo, NTNUI, incluye numerosos miembros en varias disciplinas, sobre todo en deporte de orientación, esquí de fondo y telemark. En vela, vencieron en la edición de 1991 de la SYWoC.

## Lista de facultades

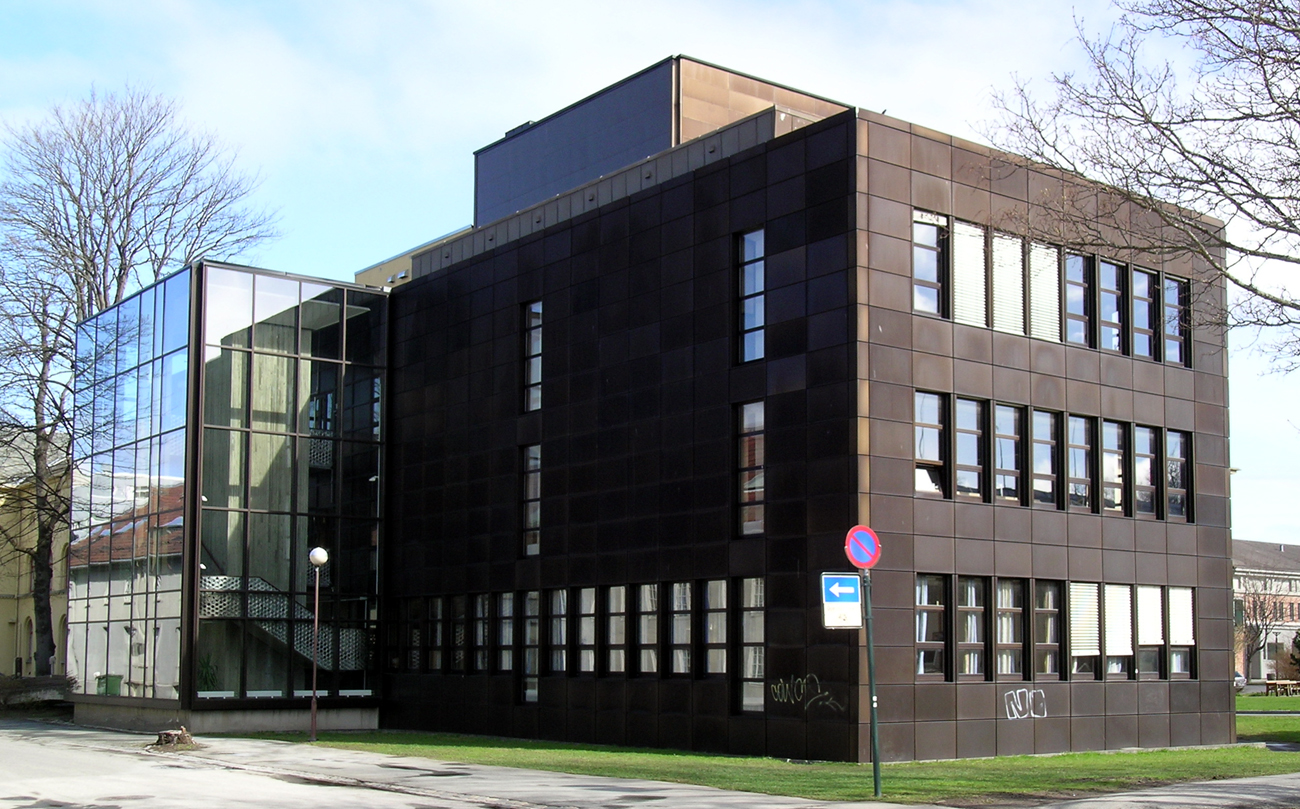
Biblioteca de la universidad.

### Facultad de Arquitectura y Bellas Artes
- Departamento de Bellas Artes
- Departamento de Educación Formas y Colores de Arquitectura
- Departamento de Gestión Arquitectura
- Departamento de Historia y Arquitectura de Tecnología
- Departamento de Urbanismo y Ordenación Urbana

### Facultad de Artes
- Departamento de Música
- Departamento de Estudios de la Lengua y Comunicación
- Departamento de Lenguas Modernas de Relaciones Exteriores
- Departamento de Estudios Históricos y Clásicos
- Departamento de Filosofía
- Departamento de Educación Artística y Medios de Comunicación
- Departamento de Literatura escandinava
- Estudios del Departamento de Arqueología y la Religión
- Departamento de Estudios Interdisciplinarios culturales

### Facultad de Ciencia y Tecnología de la Ingeniería
- Departamento de Ingeniería Civil e Infraestructura
- Departamento de Ingeniería Estructural
- Departamento de Energía y Procesos de Ingeniería
- Departamento de Tecnología del Mar
- Departamento de Hidrología y Medio Ambiente
- Recursos del Departamento de Geología y Minerales
- Departamento de Geofísica de la Ingeniería Petrolera y Aplicada
- Departamento de Ingeniería de Materiales
- Departamento de Ingeniería de Producción y Calidad
- Departamento de Ingeniería del Diseño

### Facultad de Ciencias y Técnicas de la Vida
- Departamento de Biotecnología
- Departamento de Biología
- Departamento de Química
- Departamento de Química Industrial
- Departamento de Ciencia de los Materiales e Ingeniería
- Departamento de Física

### Facultad de Humanidades y Economía
- Departamento de Geografía
- Programa de la migración humana
- Departamento de Economía
- Departamento de Sociología y Política
- Departamento de Economía y Tecnología de Dirección Industrial
- Departamento de Pedagogía
- Programa para la Pedagogía de los Profesores
- Departamento de Trabajo Social y Ciencias de la Salud
- Departamento de Psicología
- Departamento de Antropología
- Centro de Investigación para la Educación Continua
- Centro Nacional de Investigación Infantil

### Facultad de Medicina
- Departamento de Neurociencias
- Departamento de Salud Pública y Medicina General
- Departamento de Investigación Médica, Salud de la Mujer y la Infancia
- Departamento de Circulación y de imágenes médicas
- Departamento de Investigación del Cáncer y Medicina Molecular

## Alumnos Famosos
- Ivar Asbjørn Følling - graduado en 1916, Médico investigador
- Lars Onsager - graduado en 1925, Premio Nobel de Química 1968
- Ivar Giaever - graduado en 1952, Premio Nobel de Física 1973